# Masako Watanabe
Masako Watanabe (わたなべまさこ, Watanabe Masako), née le 16 mai 1929 à Tokyo, est une mangaka et une illustratrice japonaise. 

## Biographie
Masako Watanabe commence sa carrière en 1949, comme illustratrice de livres. Elle s'oriente ensuite vers la création de shōjo manga, après avoir lu les œuvres d'Osamu Tezuka, et débute en 1952 avec Namida no Sanbika. Rapidement, avec Hideko Mizuno et Miyako Maki, elle devient l'une des shōjo mangaka de sexe féminin les plus populaires.
Dans les années 1960, elle est réputée pour utiliser des couleurs secondaires pastel, au lieu des primaires ordinaires, et pour être une pionnière des shōjo manga d'horreur tels que Blue Foxfire en 1967 ainsi que des histoires surnaturelles telles que Glass no shiro en 1969.
En 1971, elle reçoit le 16e Prix Shôgakukan pour Glass no shiro.
À partir de 1979, elle se tourne vers le redikomi, l'ancêtre du josei manga, avec, généralement, d'explicites passages à connotation sexuelle. Elle adapte aussi sous la forme de manga des classiques de la littérature, tels que Kinpeibai, basé sur un roman érotique chinois du XIXe siècle.
En 2002, la mangaka reçoit le Prix du ministre de l'éducation de l'Association des auteurs de bande dessinée japonais.